# Dora Maar
Henriette Theodora Markovitch (22. listopadu 1907 Paříž – 16. července 1997) známá jako Dora Maar, byla francouzská fotografka, malířka a básnířka. Byla partnerkou Pabla Picassa, který ji zpodobnil na několika svých obrazech jako Portrét Dory Maar (1937) a Dora Maar a kočka (1941).

## Životopis
Narodila se v Paříži jako jediná dcera Josipa Markoviće (Josepha Markovitche, 1874–1969), chorvatského architekta, který studoval v Záhřebu, Vídni a poté v Paříži, kde se v roce 1896 usadil se svou ženou, katoličkou Louise-Julie Voisinovou (1877–1942) z Cognacu. V roce 1910 se rodina odstěhovala do Buenos Aires, kde její otec získal několik zakázek, včetně jedné pro ambasádu Rakouska-Uherska. Za své úspěchy obdržel vyznamenání od císaře Františka Josefa I., i přesto, že byl „jediný architekt, který v Buenos Aires nezískal jmění”.
V roce 1926 se rodina vrátila do Paříže. Henrietee si zvolila pseudonym Dora Maar a začala chodit na kurzy do Ústřední uměleckoprůmyslové jednoty a do školy fotografie. Také nastoupila na École des Beaux-Arts a Julianovu akademii, která nabízela stejné vzdělání pro muže i ženy. Maar také navštěvovala atelier André Lhoteho, kde se setkala s Henri Cartier-Bressonem. Během studia na École des Beaux-Arts se seznámila se surrealistkou Jacqueline Lambovou. O ní Maar řekla: „Byly jsme si Jacqueline blízké. Zeptala se mě, kde jsou slavní surrealisté a já jí řekla o kavárně Place Blanche.“ Jacqueline poté často chodila do kavárny, kde se setkala s André Bretonem, kterého si později vzala.
Když kurzy skončily, Maar odjela sama do Paříže, poté do Barcelony a do Londýna, kde fotografovala dopady hospodářské krize po krachu burzy na Wall Street v roce 1929. Na začátku 30. let sdílela studio s Brassaïem a začala si svými fotografie budovat své renomé. Také se zapojovala do společensko-politického aktivismu a to nejen během španělské občanské války.

## Fotografie
Nejstarší dochované fotografie autorka pořídila na počátku 20. let 20. století na nákladní lodi mířící na Kapverdské ostrovy.
Začátkem roku 1930 založila fotografické studio na rue Campagne-Première (14. pařížský obvod) s Pierrem Kéferem, fotografem a dekoratérem filmu Jeana Epsteina z roku 1928 Pád domu Usherů. Ve studiu Maar a Kefer společně pracovali převážně na komerční fotografii pro reklamní účely a módní časopisy. S financemi jí v tomto životním období pomáhal otec, když se prosazovala a snažila se vydělat na živobytí. Studio vystavovalo módu, reklamu a akty a stalo se velmi úspěšným.
Setkala se s fotografem Brassaïem, se kterým sdílela temnou komoru ve studiu. Brassai o ní jednou řekl, že měla „jasné oči, pozorný pohled, občas znepokojivý“. Již během práce v reklamní a módní fotografii byl patrný vliv surrealismu v důsledku použití zrcadel a kontrastních stínů. Cítila, že umění by mělo představovat obsah reality prostřednictvím spojení s intuicí nebo nápady, spíše než vizuálně reprodukovat přirozené. Maar se také setkala s Louisem-Victorem Emmanuelem Sougezem, fotografem pracujícím pro reklamu, archeologii a uměleckým ředitelem deníku L'Illustration, kterého považovala za svého mentora.
V roce 1932 měla poměr s filmařem Louisem Chavancem.
Maar navštěvovala „Skupinu Říjen“, která se vytvořila kolem Jacqua Préverta a Maxe Morise po jejich přestávce od surrealismu.
Svou první publikovanou fotografii vydala v časopise Art et Métiers Graphiques v roce 1932. Její první samostatná výstava se konala v Galerii Vanderberg v Paříži.
Právě želatino-stříbrná díla surrealistického období zůstávají mezi obdivovateli nejvyhledávanější: Portrét Ubu (1936), 29 rue d'Astorg, černobílé koláže, fotomontáže nebo vícenásobně expozice. Fotografie představuje ústřední postavu populární série her Alfreda Jarryho s názvem Ubu Roi. Dílo bylo poprvé vystaveno na výstavě Exposition Surréaliste d'objets v Galerii Charlese Rattona v Paříži a na Mezinárodní surrealistické výstavě v Londýně v roce 1936. V témže roce se zúčastnila také akcí Participates in Fantastic Art, Dada, Surrealism v MoMA v New Yorku.
Surrealistické koncepty a zájmy byly často v souladu s myšlenkami tehdejší politické levice, a tak se Dora Maar v tomto období svého života stala velmi politicky aktivní. Po fašistických demonstracích 6. února 1934 v Paříži spolu s René Lefeuvrem, Jacquesem Soustellem, podporovaným Simonou Weilovou a Georgesem Bataillem, podepsala traktát „Appeal to the Struggle“ napsaný z iniciativy André Bretona. Velká část její práce byla silně ovlivněna levicovou politikou té doby, často zobrazující ty, kteří byli depresí uvrženi do chudoby. Byla součástí ultralevicového spolku s názvem „Mases“, kde se s Georgesem Bataillem setkala poprvé, a také s antifašistickou organizací s názvem Svaz intelektuálů proti fašismu a radikálním kolektivem levicových aktérů a spisovatelů nazvaných Skupina Říjen.
Byla také zapojena do mnoha surrealistických skupin a často se účastnila demonstrací, shromáždění a konverzací v kavárnách. V srpnu 1935 podepsala mnoho manifestů, včetně jednoho s názvem „Když surrealisté měli pravdu“, který se týkal pařížského kongresu, který se konal v březnu téhož roku.
V roce 1935 pořídila fotografii módního ilustrátora a návrháře Christiana Berarda, kterou popsal spisovatel a kritik Michael Kimmelman jako „mrzačenou a škodolibou s pouhou hlavou vnímanou nad fontánou, jako by to byl Jan Křtitel na stříbrném podnose“.
V 80. letech 20. století vytvořila řadu fotogramů.

## Vztah s Picassem
Maar viděla Picassa poprvé v roce 1935, když fotografovala propagační fotografie „na place“ při natáčení filmu Jeana Renoira Zločin pana Langa. Byla uchvácena Picassovými díly, ale formálně se s ním nesetkala. Až o několik dní později je představil společný přítel Paul Éluard v Cafe des Deux Magots. Historku o jejich prvním setkání napsal Jean-Paul Crespelle: „Mladá žena s vážnou tváří, rozzářenou bledě modrýma očima, které vypadaly o to bleději, protože měla husté obočí; citlivá, neklidná tvář, přes kterou přecházelo světlo a stín. Stále zarážela malý špičatý nůž mezi prsty do dřeva stolu. Někdy minula a mezi růžemi vyšívanými na jejích černých rukavicích se objevila kapka krve... Picasso požádal Doru, aby mu rukavice dala a zamkl je ve vitríně, kam si dával věci na památku.”
Picasso byl zaujatý jejím svůdným a masochistickým chováním, které sloužilo jako inspirace pro mnoho jeho děl během jejich vztahu. Jejich spojení trvalo téměř devět let, během nichž Picasso neukončil svůj vztah s Marie-Thérèse Walterovou, matkou jeho dcery. Maar fotografovala fáze tvorby Guernicy (1938), kterou Picasso maloval ve svém ateliéru v rue des Grands-Augustins od května do června 1937. Picasso použil tyto fotografie ve svém tvůrčím procesu. Maar posílila také Picassovo chápání politiky a naučila ho fotografickým dovednostem. Ukázala mu metodu spojení fotografie a grafiky, známou také jako technika cliché verre.

### Dora jako „Plačící žena”
Byla jeho hlavní modelkou a múzou a Picasso ji namaloval na mnoho svých obrazů. Na většině ji znázornil jako zmučenou utrápenou ženu. Nejznámějším takovým obrazem je Plačící žena. Picasso se nechal velmi inspirovat tragédiemi španělské občanské války a pomýšlel o Maar jako o živém zobrazení bolesti a utrpení, které lidé zažívali. Maar toto vylíčení neocenila. Na dotaz, co si o svých portrétech myslí, sdělila: „Všechny moje portréty jsou lži. Jsou Picasso. Ani jeden není Dora Maar.”

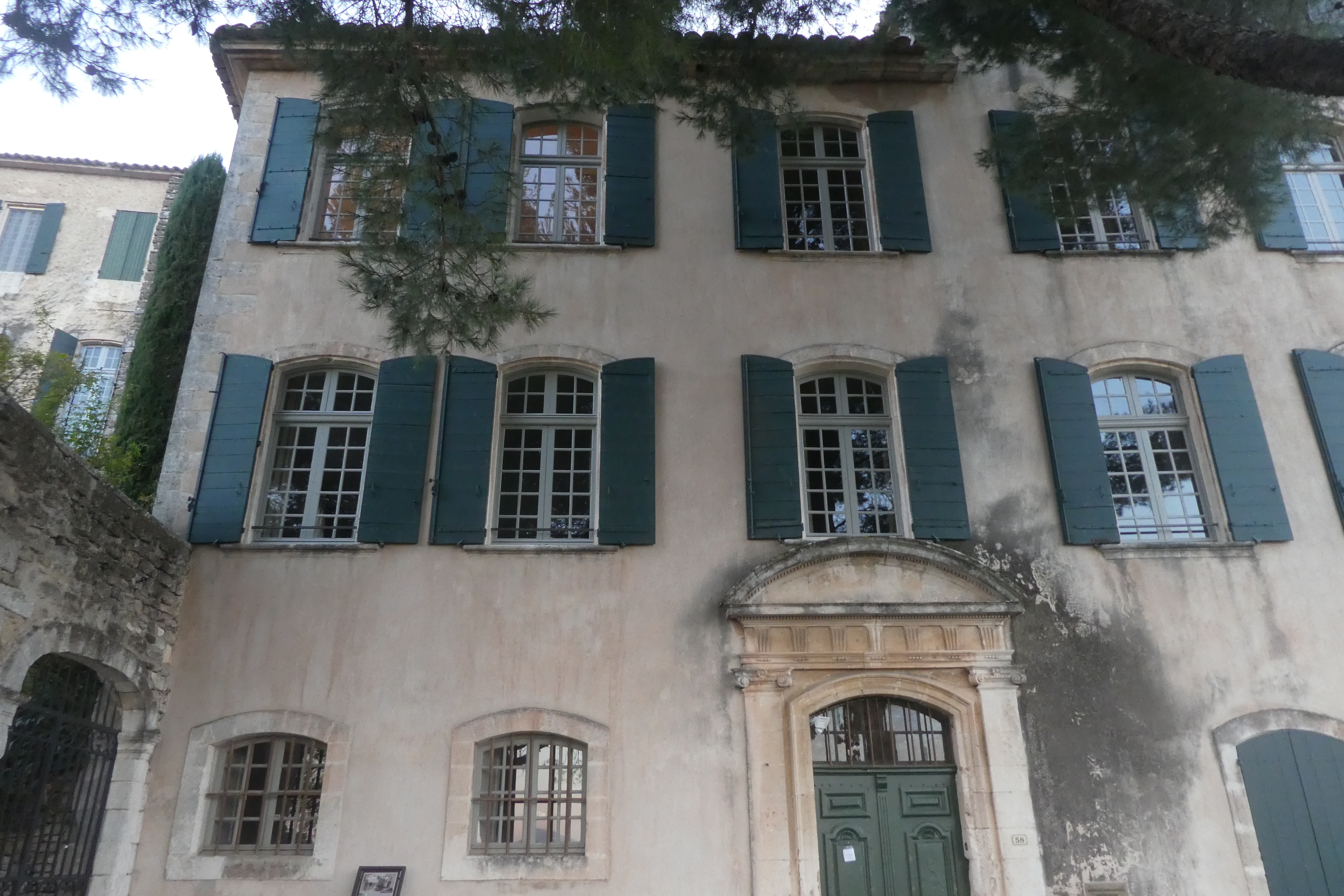
Dům Dory Maar v Ménerbes

Vztah s Picassem, který ji fyzicky týral, skončil v roce 1943, ačkoli se ještě setkávali až do roku 1946. V roce 1944 se skrze Paula Éluarda setkala s Jacquesem Lacanen, který ji během let pomohl s nervovým zhroucením, čímž se její psychický stav začal zlepšovat. Picasso jí koupil dům v Ménerbes ve Vacluse, kam se odebrala na odpočinek a žila o samotě. Poté se obrátila ke katolické církvi, setkala se s malířem Nicolasem de Staëlem (který žil ve vesnici) a dala se na abstraktní malbu.
Své poslední roky strávila v bytě na rue de Savoie v Paříži. Zemřela 16. července 1997 ve věku 89 let. Byla pohřbena na hřbitově Bois-Tardieu v Clamart. Její experimenty s fotografií byly nalezeny až po její smrti.

## Odkaz

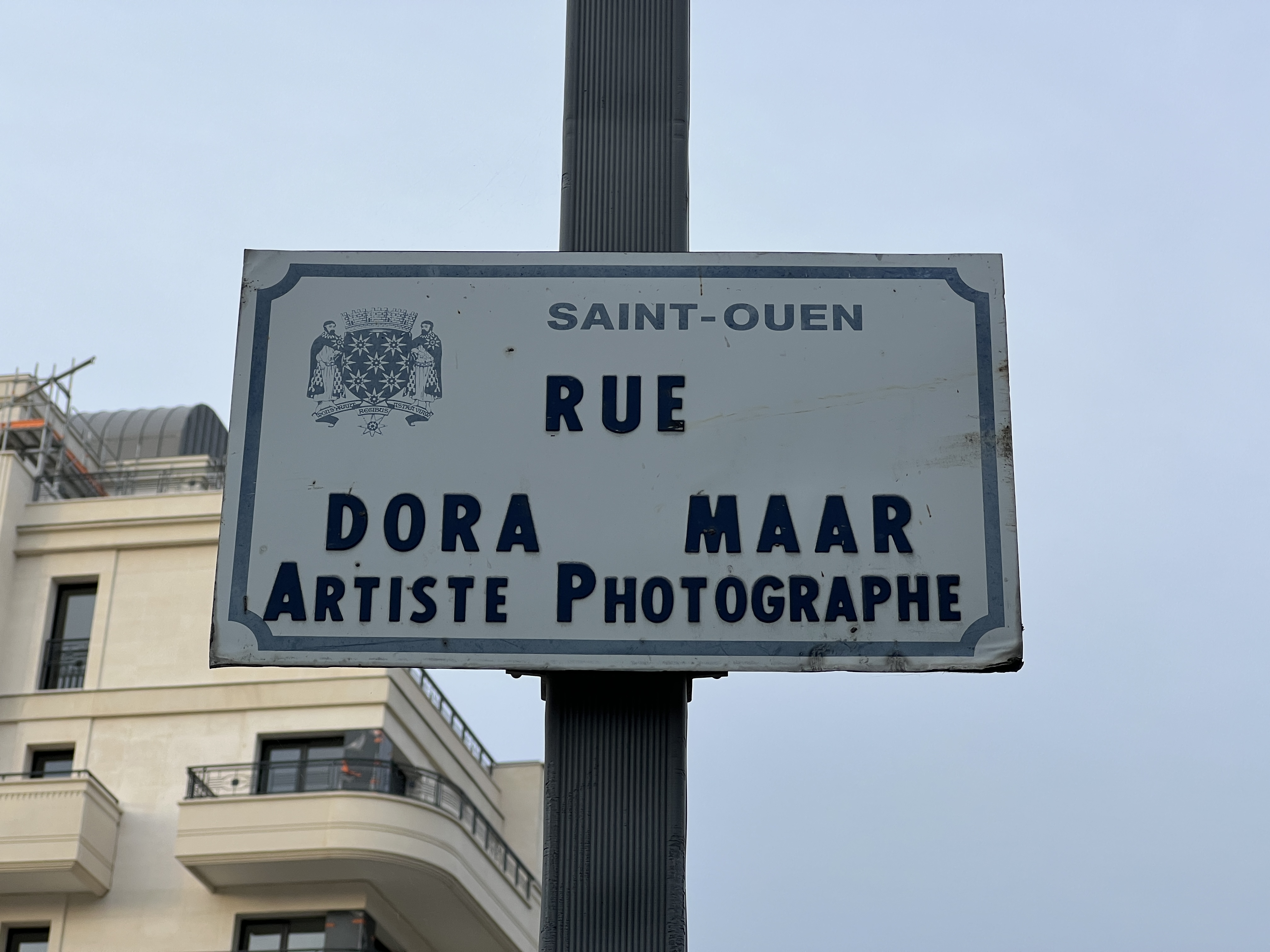
Tabulka ulice Dory Maar v Saint-Ouen

Ačkoli je Dora Maar známá především jako Picassova milenka, na začátku 21. století byla prezentována na mnoho výstavách – Haus der Kunst v Mnichově 13. října 2001 – 6. ledna 2002; Centre de la Vieille Charité v Marseille 20. ledna – 4. května 2002; Centre Cultural Tecla Sala v Barceloně 15. května – 15. července 2002; Centre Pompidou 5. června 2019 – 29. července 2019; Tate Modern 20. listopadu 2019 – 15. března 2020.
Doru Maar zpodobnila herečka Samantha Colley v televizním seriálu Génius (2018), jehož druhá série se věnuje životu Pabla Picassa.
Je po ní pojmenovaná pařížská ulice rue Dora-Maar v metropolitní části Saint-Ouen-sur-Seine a ulička ve francouzském městě Clamart.